# أنيه ديموستييه
أنيه ديموستييه (بالفرنسية: Anaïs Demoustier)‏ وهي ممثلة فرنسية ولدت في يوم 29 سبتمبر 1987 في مدينة ليل في فرنسا بدأت التمثيل في سنة 2000. مثلت دور شارلوت في فيلم إيليس الذي عرض في سنة 2011.

## السيرة الذاتية

### الطفولة والدراسة

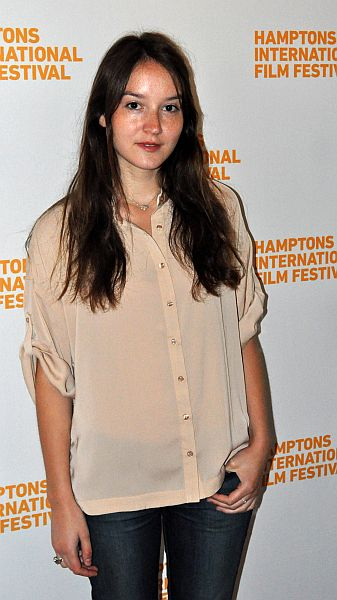
أنيه في أكتوبر 2011 بنيويورك

وٌلدت أنيه من أب كان يشغل منصب مسؤول تجاري في شركة بمدينة ليون، أما والدتها فكانت تقطن في مسقط رأسها ليل. عاشت أنيه طفولتها في فيلينوف داسك مع شقيقتيها كاميلا (بائعة مجوهرات) وجين (مديرة إنتاج)، ثم شقيقها الآخر ستيفان (مخرج)، والذي يرجع له الفضل في جعلها تعشق عالم السينما، التلفزة والمسرح.
في فترة مراهقتها، شاركت في العديد من المشاهد التصويرية، كما احتكت بمجموعة من النجوم على غرار إيزابيل أوبير في فيلم زمن الذئب (بالفرنسية: le temps du loup)‏ للمخرج مايكل هاينيكي.
بعد حصولها على شهادة الباكلوريا سنة 2005، قَدِمت لباريس من أجل الحصول على إجازة في السينما والأداب من جامعة باريس 3 - السوربون الجديدة، وكانت قد اشتهرت في الكلية ببراعتها في التمثيل وقدرتها الكبيرة على تجسيد مختلف الأدوار مما جعلها تحصل على أدوار ثانوية في أنشطة ثقافية وسينمائية كانت تنظمها الجامعة أو مجالس أخرى.
شيئا فشيئا، بدأت تحصل على أدوار مهمة نسبيا، على غرار دورها في فيلم الشخصية الجميلة (بالفرنسية: la belle personne)‏ للمخرج كريستوف أونوري سنة 2008، حيث لعبت رفقة العديد من أبرز نجوم السينما الفرنسية مثل ليا سيدو وغيرها.
ترشحت في مناسبتان للحصول على جائزة سيزر، الأولى كانت سنة 2009 بينما الثانية سنة 2011، كما فازت في نفس السنة بالعديد من الألقاب في جائزة رومي شنايدر.

### في السياسة
في مارس 2017، دعت الممثلة أنييه لعدم التصويت لصالح مارين لوبان، كما نشرت مقالا في موقع ميديا بارت تدعو فيه إلى عدم الانصياع إلى ما تقوله وتنادي به مارين وباقي أعضاء حزبها، واصفة حزب الجبهة الوطنية بالنازيين.

## المسيرة المهنية

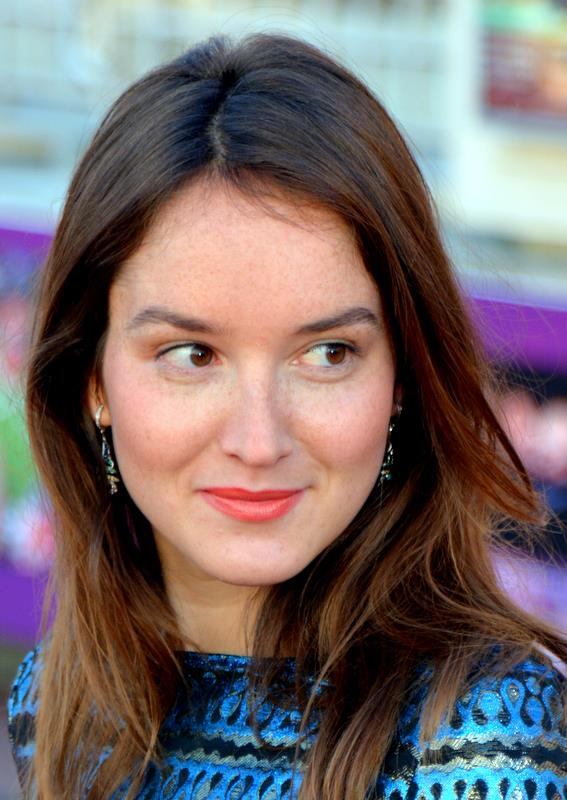
أنيه ديموستييه سنة 2015 في المهرجان السينمائي للفيلم في كابورغ

وثق فيها العديد من المخرجين، لعل أبرزهم بيرتراند تافاري وكلود ميلر وغيرهم، حيث أهدوها أدوار مهمة في مجموعة من الأفلام والمسلسلات، مما أكسبها شهرة ونجاحا كبيرا، وفي 2013 عاودت اللعب مجددا تحت إشراف كل من روبير غيديغيان واريان اسكارديا والذان كانت قد شاركت معهما في أعمال سابقة.
في 2014، كانت في صورة الغلاف الرئيسية لفيلم صديقة جديدة (بالفرنسية: Une nouvelle amie)‏ للمخرج فرانسوا أوزون، حيث التقت هناك الممثل رافائيل برسوناز والذي كانت هو الآخر قد شاركت معه في أعمال سابقة على غرار فيلم كي دورسي الذي تم إصداره سنة 2013.
ازدادت شهرتها بشكل كبير سنة 2015، وذلك بعد مشاركتها في فيلم كل شئ عنهم، وفي نفس السنة انضمت للجنة الحكم في المهرجان الدولي للفيلم بمراكش في نسخته الخامسة عشر للإشراف على ترشيح وتتويج أفضل الأفلام الطويلة.

## أعمال
- شوكة جميلة 2010
- إيليس 2011
- كل شئ عنهم 2015

## وصلات خارجية
- أنيه ديموستييه على موقع IMDb (الإنجليزية)
- أنيه ديموستييه على موقع قاعدة بيانات الأفلام العربية
- أنيه ديموستييه على موقع قاعدة بيانات الأفلام العربية
- أنيه ديموستييه على موقع ألو سيني (الفرنسية)
- أنيه ديموستييه على موقع ميوزك برينز (الإنجليزية)
- أنيه ديموستييه على موقع أول موفي (الإنجليزية)
- أنيه ديموستييه على موقع قاعدة بيانات الأفلام السويدية (السويدية)
- أنيه ديموستييه على موقع قاعدة بيانات الفيلم (الإنجليزية)
- أنيه ديموستييه على موقع كينوبويسك (الروسية)